# Basilica Eufrasiana
La Basilica Eufrasiana (in croato: Eufrazijeva bazilika) è una basilica paleocristiana nella città di Parenzo in Istria.
Il complesso episcopale, inclusa parte della basilica stessa, una sacrestia, un battistero e la torre campanaria del vicino palazzo vescovile, è uno dei migliori esempi di arte bizantina della regione. A causa del suo eccezionale valore è stata inserita tra i patrimoni dell'umanità dell'UNESCO nel 1997. Ha dignità di basilica minore.

## Storia e descrizione
La prima versione della basilica venne dedicata a san Mauro di Parenzo, e viene datata alla seconda metà del IV secolo. Il pavimento mosaicato del suo oratorio, originariamente parte di una grande casa romana, è ancora conservato nel giardino della chiesa. Questo oratorio venne ampliato nel corso dello stesso secolo trasformandolo in una chiesa composta da una navata ed un'abside (basilicae geminae). Il pesce (simbolo di Cristo) presente sul mosaico risale a quel periodo. Monete con l'effigie dell'imperatore Valente (365-378), ritrovate nello stesso luogo, ne confermano la datazione.
L'attuale basilica, intitolata alla Vergine Maria, venne eretta nel VI secolo durante l'episcopato di Eufrasio, venerato come santo. Venne costruita nel 553 sul sito dell'antica basilica che, per l'occasione, venne rasa al suolo. Per la costruzione vennero usate parti del precedente edificio, mentre i blocchi di marmo vennero importati dalla costa del Mar di Marmara. I mosaici sui muri vennero eseguiti da maestri bizantini, mentre quelli sul pavimento da artisti locali. La costruzione richiese circa 10 anni.
Eufrasio, con in mano la basilica stessa, è rappresentato su uno dei mosaici nell'abside, accanto a san Mauro.  Con la scritta della dedicazione della chiesa, e con la raffigurazione di sé stesso come fondatore, Eufrasio fece inserire una dedica alla memoria, sul mosaico dell'abside centrale.

## Descrizione
La basilica fa parte di un complesso assieme al battistero ottagonale del VI secolo, a un campanile settecentesco, ad un atrio colonnato con alcune stele in pietra, ad una residenza del VI secolo e ad una cappella votiva. Gli archi e i capitelli, come pure quelli della Basilica, furono portati da Bisanzio.
Le due absidi sono separate da una navata attraverso un colonnato in marmo greco riccamente scolpito con capitelli bizantini e romanici, decorati con immagini di animali. Tutti i capitelli raffigurano il monogramma di sant'Eufrasio. Gli archi che collegano i capitelli sono decorati con stucco.
La chiesa ospita anche preziosi oggetti sacri ed altri reperti di arte paleocristiana, bizantina e medievale. Una cappella votiva, adiacente alla sacrestia, contiene le reliquie di san Mauro e sant'Eleuterio.

## Mosaici

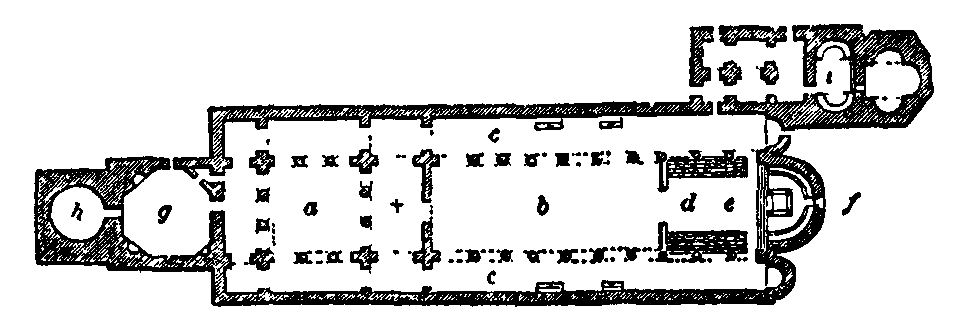
Pianta del complesso

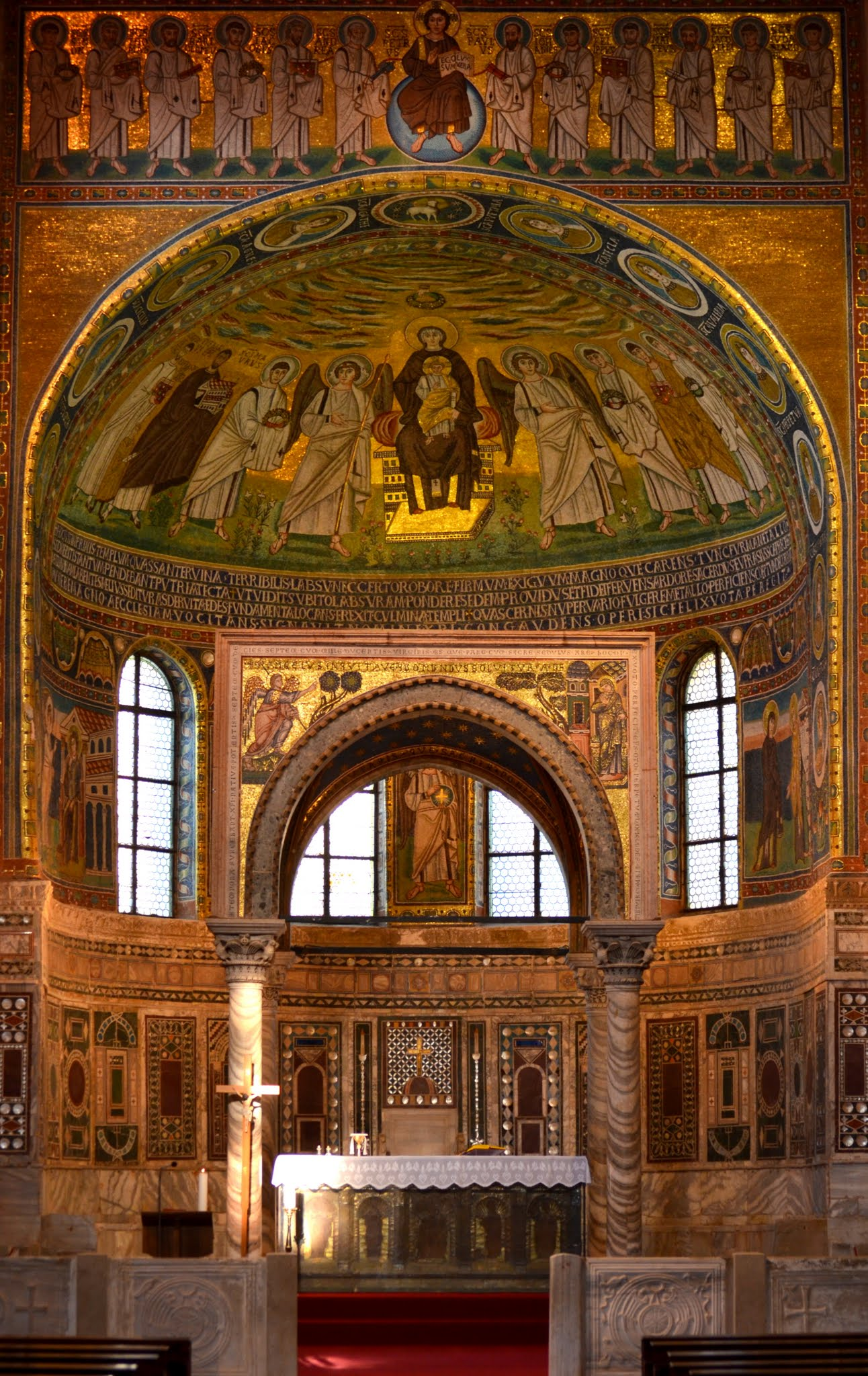
Mosaici dell'abside

Il tesoro più prezioso della basilica consiste nei suoi mosaici, databili al VI secolo, considerati tra i migliori esemplari di arte bizantina del mondo.
Il mosaico sull'arco di trionfo rappresenta in alto il Cristo imberbe su un globo, tra San Pietro e San Paolo, con il Libro in mano che recita Ego sum Lux vera (Io sono la vera luce) e gli apostoli, sei per lato, ognuno recante un rotolo o una corona (come nei due Battisteri ravennati). Nell'intradosso sono rappresentati entro clipei l'Agnus Dei ("Agnello di Dio") al centro e i busti di dodici sante martiri, sei per lato.
Il mosaico del catino absidale raffigura la Vergine e il Bambino in trono d'oro coperto di gemme, incoronata dalla mano di Dio che scende fra un mare di nuvole, su uno sfondo totalmente dorato. È una delle pochissime immagini rimaste della Madre di Dio in una basilica occidentale risalente ai primi anni del Cristianesimo (l'altra, di qualche decennio precedente, è quella della Basilica di Sant'Apollinare Nuovo a Ravenna). Maria è affiancata da angeli, che introducono due cortei; alla sua destra due persone all'epoca viventi: l'arcidiacono Claudio e il vescovo Eufrasio (secondo da sinistra) che le offre un modello della basilica. C'è anche un bambino tra Eufrasio e Claudio, accompagnato dall'iscrizione "Eufrasio, figlio dell'arcidiacono". Al loro fianco appare San Mauro, con la corona in mano, primo vescovo di Parenzo e della diocesi d'Istria, martirizzato probabilmente al tempo delle persecuzioni di Diocleziano nei confronti dei cristiani; alla sua sinistra tre santi locali, Sant'Elpidio, Sant'Eleuterio e San Proietto. Tutte le figure campeggiano su un prato fiorito.
I mosaici centrali tra le vetrate dell'abside rappresentano l'Annunciazione e la Visitazione, scene che corrispondono alle due principali preghiere mariane: l'Ave Maria e il Magnificat. Nell'Annunciazione un angelo alza la mano per indicare un messaggio, Maria indossa una veste blu porporata ed un velo ed è sorpresa dall'annuncio nel momento in cui era dedita a lavori femminili (nella mano sinistra tiene un filo di lana, perché sta filando). Sul lato opposto è un altro pannello a mosaico con la Visitazione di Maria a Elisabetta. Le due sante madri incinte si incontrano con affetto, mentre una piccola figura di serva osserva da dietro una casa. Nei pannelli più stretti campiti fra le finestre sono rappresentati San Giovanni Battista, Zaccaria e un angelo.
Nell'abside settentrionale le figure rappresentate sono probabilmente i Santi Cosma e Damiano, nell'abside meridionale ci sono Orso di Ravenna (o altro vescovo di Ravenna) e Severo.
La decorazione musiva della basilica eufrasiana è una delle più importanti rappresentazioni dell'arte giustinianea adriatica rimaste fuori di Ravenna, e certamente vi lavorarono équipe di artisti ravennati, chiamati appositamente dal vescovo Massimiano.

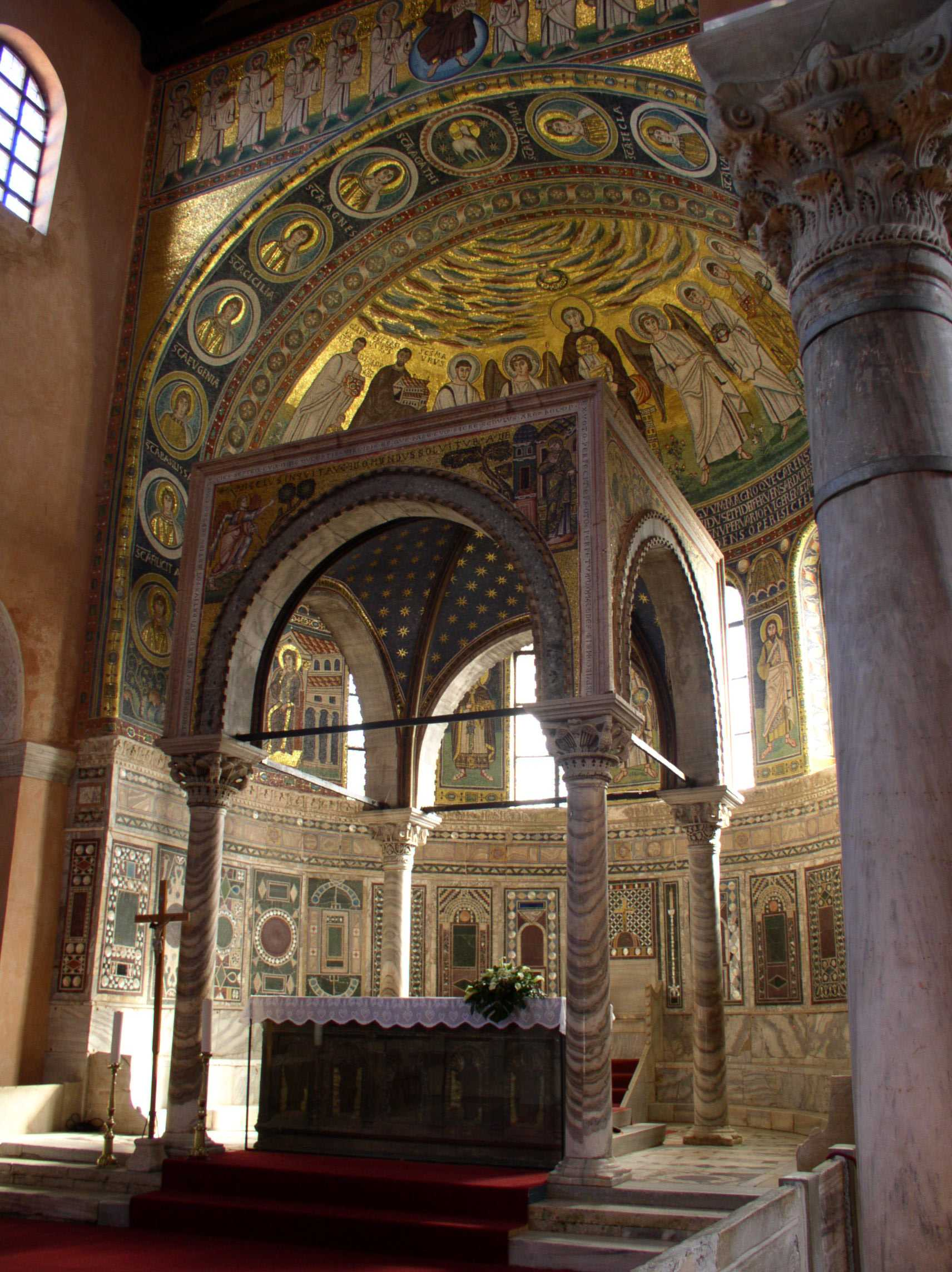
Il Ciborio.

Il muro frontale dell'abside contiene una stretta banda decorata con la dedica in latino elogiante l'opera di costruzione della chiesa e la munificenza del donatore Eufrasio. La parte inferiore è decorata con pietre incrostate di madreperla; rappresenta uno degli esempi meglio conservati di opus sectile paleocristiana giunti fino a noi. Per la precisione sono 21 pannelli con 11 diverse decorazioni. Al centro si trova il trono del vescovo, con due candelabri al fianco.
Nella cella trichora (aula rettangolare con tre absidi laterali) della basilica è collocato il sarcofago di marmo dei santi Mauro ed Eleuterio.

## Ciborio
L'abside è dominata dal ciborio in marmo, costruito nel 1277 per ordine di Otto, vescovo di Parenzo. Il baldacchino, decorato con mosaici, è sostenuto da quattro colonne in marmo appartenenti al precedente ciborio del VI secolo. La parte frontale del baldacchino raffigura l'Annunciazione. Lo stile musivo di questa decorazione tradisce una netta impronta veneta, che rivela un linguaggio consonante a quello protopaleologo di provincia, con figure placide e stagliate nella loro elegante monumentalità, assimilabile a quello delle maestranze che lavorarono alle ultime cupole con le storie di Giuseppe e Mosè nel nartece nord di San Marco a Venezia.

## Altre opere figurative
Nel XV secolo il vescovo Giovanni VI ordinò dall'Italia una scultura rinascimentale per il paliotto dell'altare in argento dorato. Il polittico del pittore veneziano Antonio Vivarini è dello stesso periodo. L'ultima cena del pittore Jacopo Palma il Giovane è in stile barocco.

## Galleria d'immagini

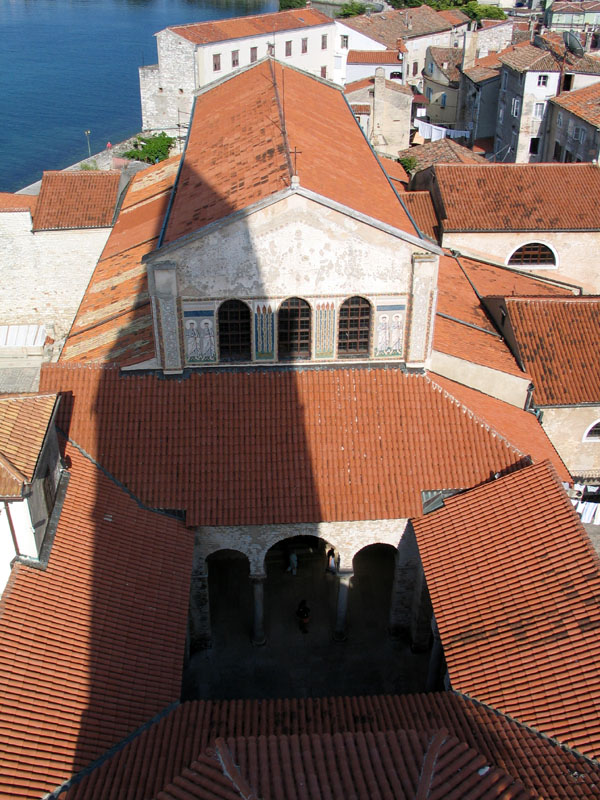
Veduta della basilica
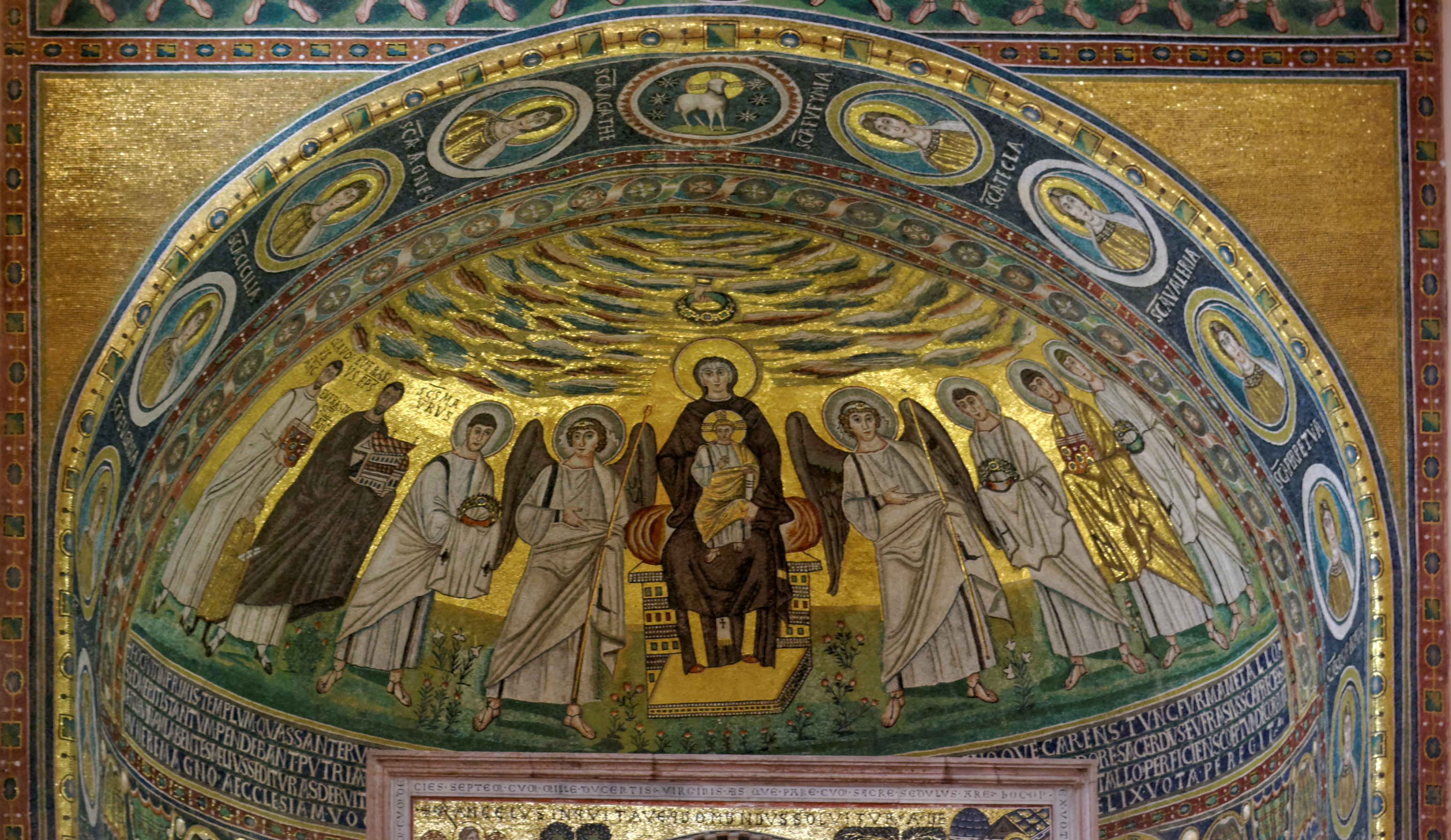
Mosaici del catino absidale
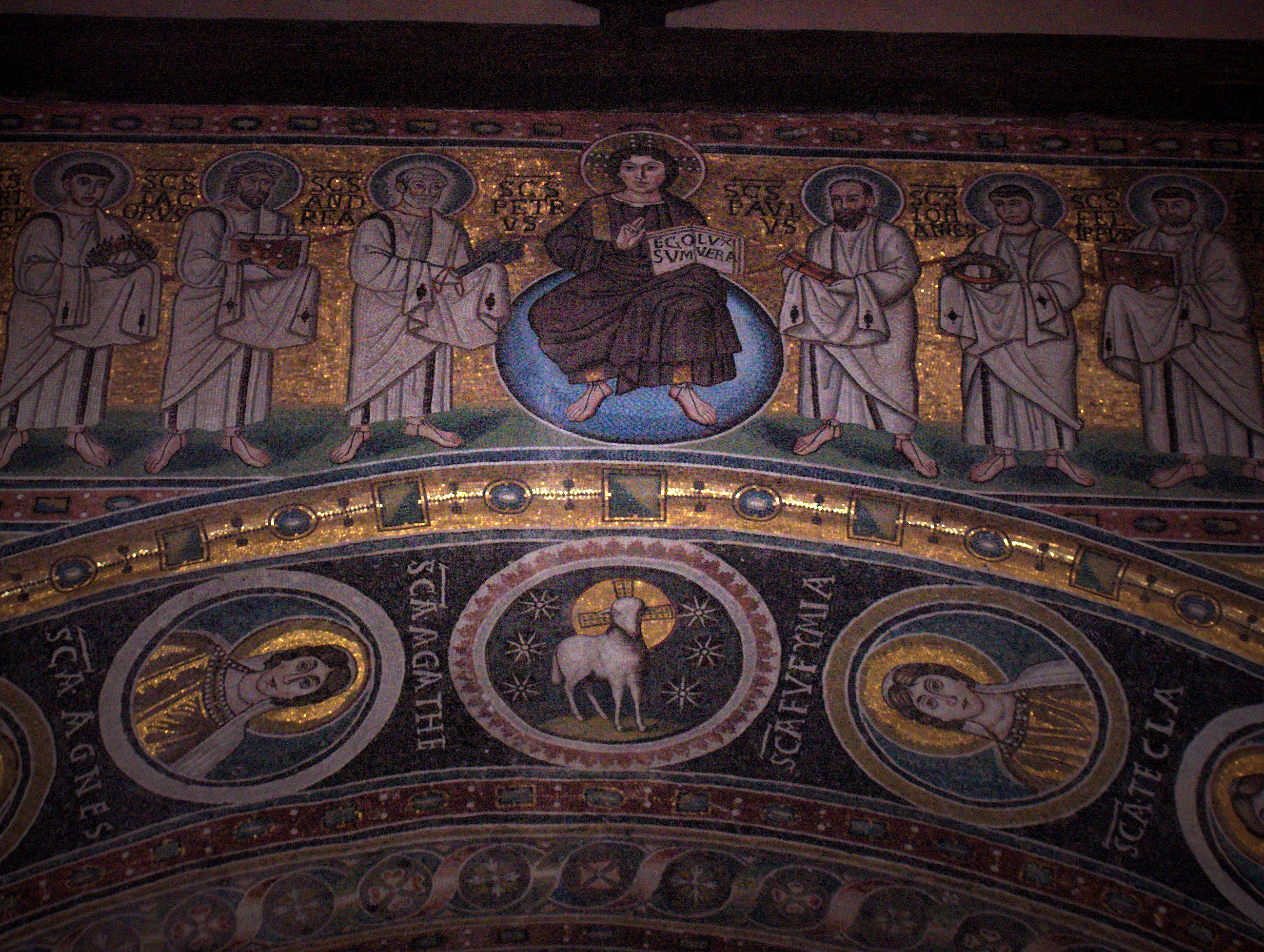
Cristo e i dodici apostoli
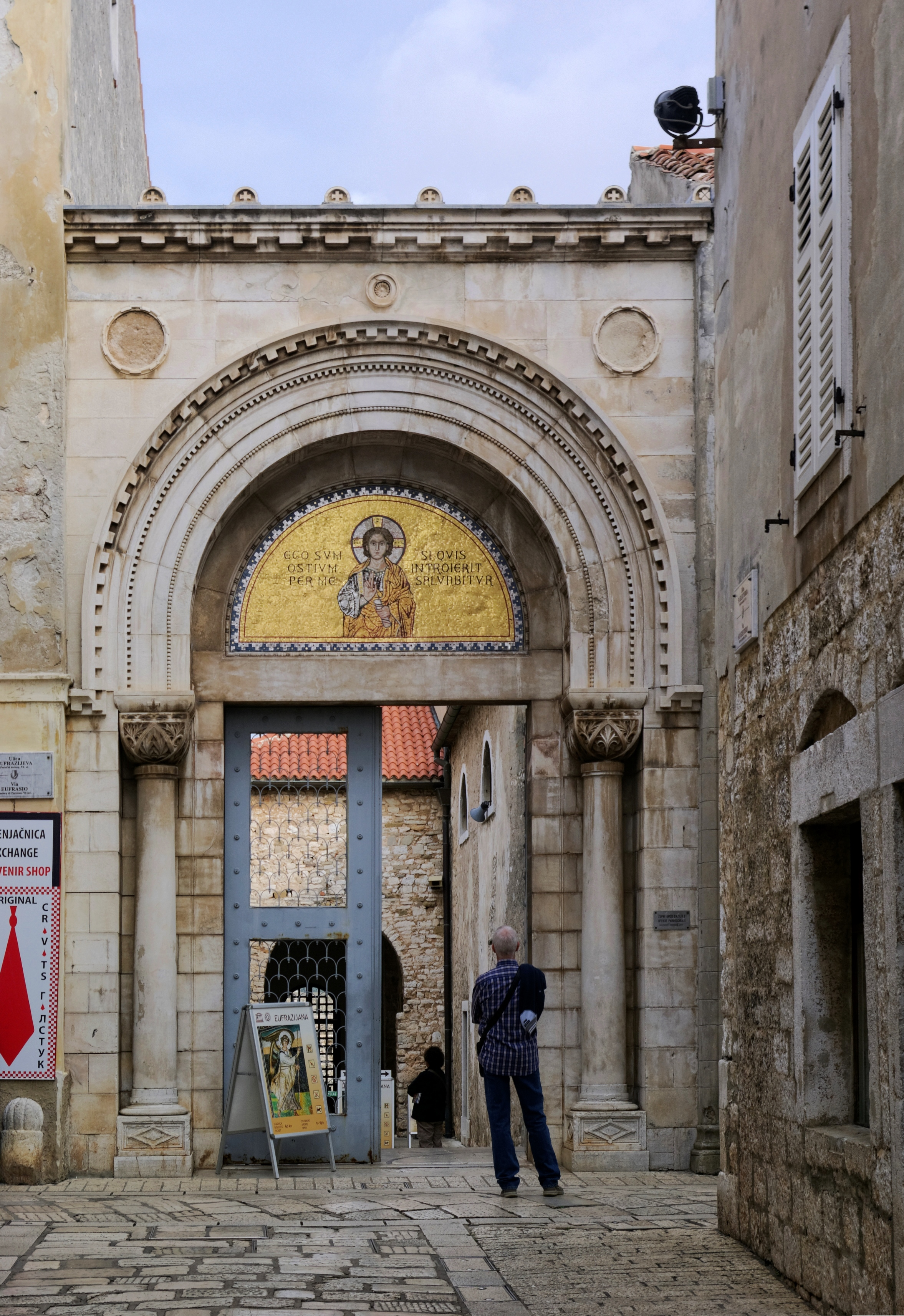
Portale d'accesso
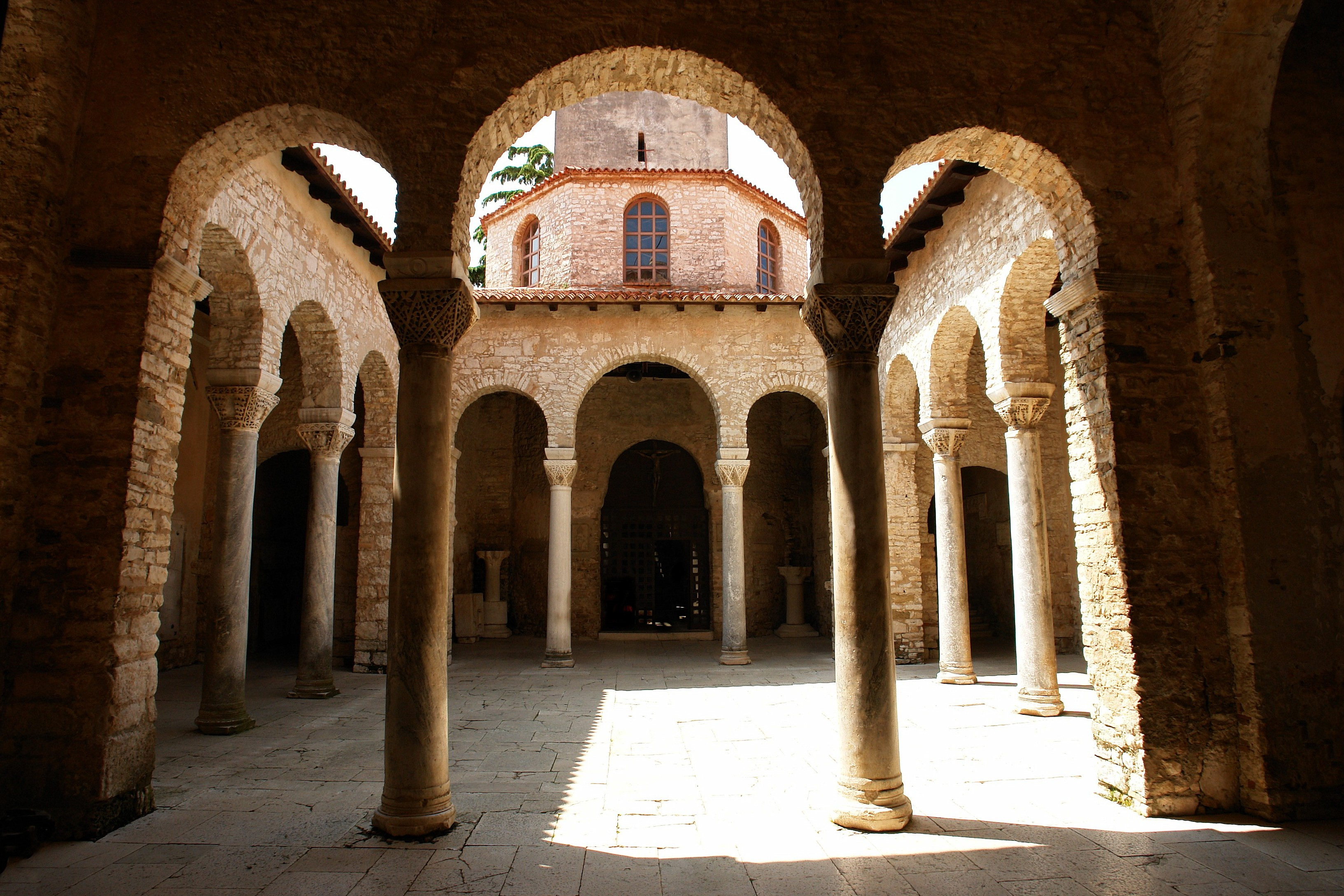
Il cortile porticato
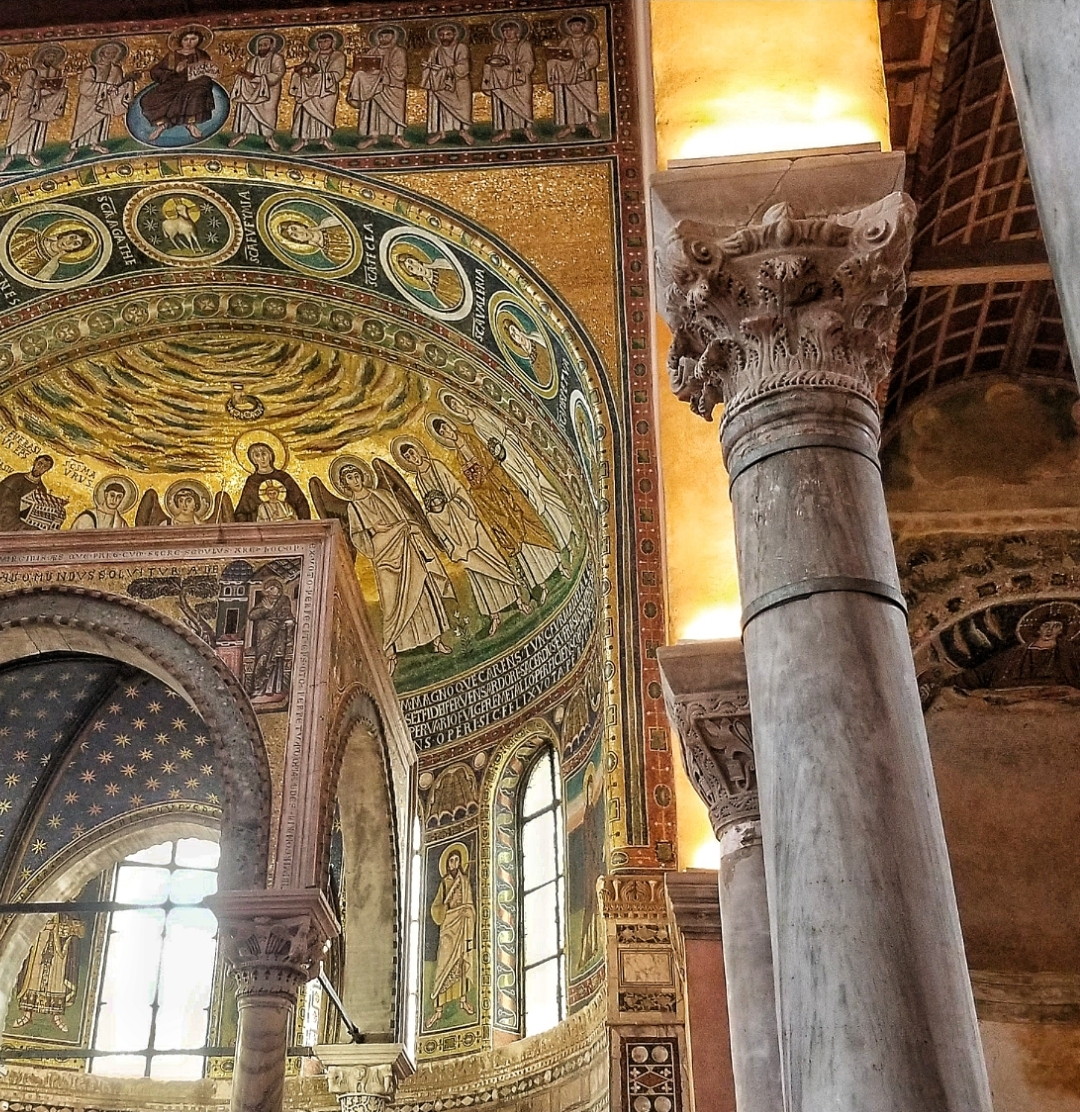
Abside, ciborio e navata destra